# Samuel Lafone
Samuel Fisher Lafone (Liverpool, 1805 - Buenos Aires, 1871) foi um empresário uruguaio de origem britânica. Lafone desenvolveu uma atividade econômica importante em Montevidéu e na Argentina. Ele estabeleceu um assentamento no Hope Place na margem sul de Brenton Loch, nas Ilhas Malvinas, em 1846.
Seu nome está intimamente ligada ao desenvolvimento do bairro La Teja de (hoje há uma praça dedicada a ele).
Ele foi um promotor decisivo da criação do Templo Anglicano da Santíssima Trindade, em Montevidéu. [4]